# Єпархія Вагади

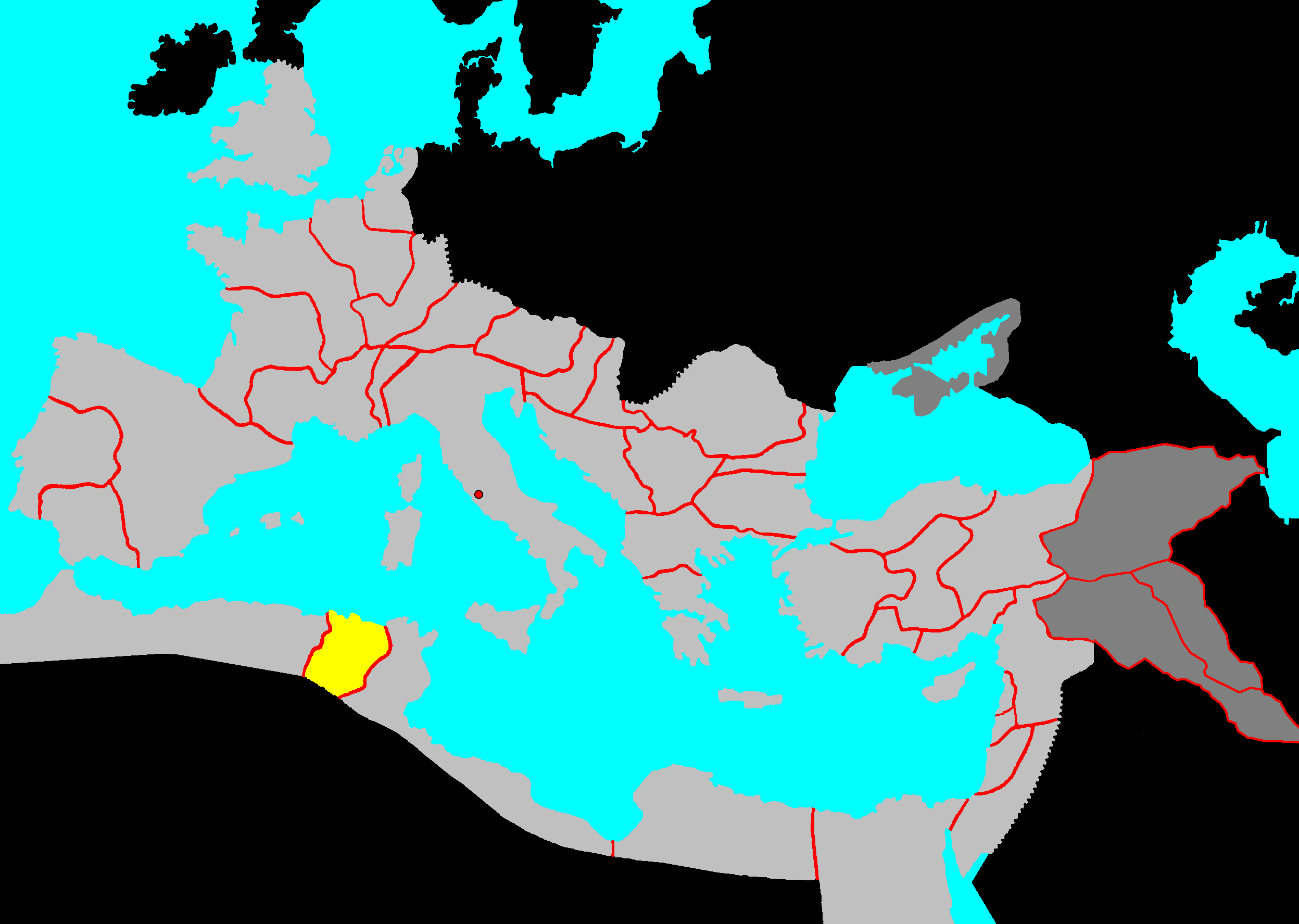
Римська провінція Нумідія (виділена жовтим кольором)

Єпархія Вагади (лат. Dioecesis Vagadensis) — колишня християнська єпархія, сьогодні — титулярна єпархія Католицької Церкви.

## Історія
Єпархія Вагади була розташована у римській провінції Нумідія. Місто Вагада ототожнюють з археологічними розкопками Ель-Арія в сучасному Алжирі.
Відоме ім'я тільки одного єпископа Вагади, Фульгенція, який згадується серед учасників Карфагенського собору 484 року, котрий скликав король вандалів Гунеріх. Після собору цей єпископ був на засланні.
Сьогодні Вагада є титулярною єпархією Католицької Церкви. Титулярним єпископом Вагади є Богдан Дзюрах, секретар Синоду Єпископів Української Греко-Католицької Церкви.

## Єпископи
- Фульгенцій † (згадується в 484)

## Титулярні єпископи
- Поль Буке † (28 травня 1934 — 14 вересня 1955 призначений єпископом Нконгсамби)
- Йоаннес Марія Міхаель Гольтерман † (9 грудня 1956 — 14 червня 1958 призначений єпископом Віллемстада)
- Хосе Лекуона Лабандібар † (4 липня 1958 — 8 січня 1997 помер)
- Деніс Джеймс Гарт (10 листопада 1997 — 22 червня 2001 призначений архієпископом Мельбурна)
- Роберто Саміллері Аддзопарді (26 липня 2001 — 21 травня 2004 призначений єпископом Комаягуа)
- Богдан Дзюрах, ЧНІ (з 21 грудня 2005).